# 야마우치 미즈키
야마우치 미즈키(일본어: 山内 瑞葵, 2001년 9월 20일 ~ )는 일본의 여성 아이돌 그룹 AKB48의 멤버이다. 도쿄도 출신.

## 내력
2020년
- AKB48 57번째 싱글 실연, 고마워에서 센터로 선발되었다.